# Lloyd Bridges
Lloyd Bridges   (San Leandro, 15 de gener de 1913 - Los Angeles, 10 de març de 1998) va ser un actor de cinema, escenari i televisió estatunidenc que va protagonitzar diverses sèries de televisió i va aparèixer en més de 150 llargmetratges. Va ser pare de quatre fills, inclosos els actors Beau Bridges i Jeff Bridges. Va començar la seva carrera com a intèrpret contractat per a Columbia Pictures, apareixent en pel·lícules com Sahara (1943), Una passejada al sol (1945), Little Big Horn (1951) i Sol davant el perill (1952). A la televisió, va protagonitzar Sea Hunt de 1958 a 1961. Al final de la seva carrera, s'havia reinventat i va demostrar un talent còmic en pel·lícules de paròdia com Airplane! (1980), Hot Shots! (1991), i Màfia: Estafa com puguis (1998). Entre altres honors, Bridges va ser nominat dues vegades als premis Emmy. Va rebre una estrella al Passeig de la Fama de Hollywood l'1 de febrer de 1994.